# 25371 Frangaley
25371 Frangaley este un asteroid din centura principală de asteroizi.

## Descriere
25371 Frangaley este un asteroid din centura principală de asteroizi. A fost descoperit pe 7 octombrie 1999 la Socorro, New Mexico, în cadrul proiectului LINEAR. Asteroidul prezintă o orbită caracterizată de o semiaxă mare de 2,45 ua, o excentricitate de 0,08 și o înclinație de 4,9° în raport cu ecliptica.